# ジョン・L・モル
ジョン・ルイス・モル（John Louis Moll、1921年12月21日 - 2011年7月21日）はアメリカ合衆国の電子技術者。固体物理学への貢献で知られる。

## 経歴
オハイオ州フルトン郡のWauseonに、メノナイトで農民の両親の間に生まれ、オハイオ州立大学で1943年に物理学の学士号を取得し、1944～45年にはランカスターのRCA研究所に在籍していた。1952年にオハイオ州立大学で電気工学の博士号を取得した。
1952年から1958年まで、ベル研究所で半導体技術の研究グループを率いた。そこで、半導体材料としてのシリコンの優位性を認識し、二酸化ケイ素によるトランジスタのマスキング、ガス拡散によるドーピング、半導体-金属コンタクトなどの技術開発に関わった。
1958年から1972年までスタンフォード大学の教授を務めた。1970年からフェアチャイルドセミコンダクター社、1974年から1996年に退職するまでヒューレット・パッカード社に在籍した。
バイポーラトランジスタの動作を数学的に説明する、Ebers-Mollモデルは、エバースとモルにちなんで命名された。また二人は1950年代半ばにサイリスタを開発したパイオニアでもある（モルは1956年にpnpn構造として実現）。

## 受賞・栄典
- 1964年 -  グッゲンハイム・フェロー選出
- 1967年 -  ハワード・N・ポッツ・メダル
- 1971年 -  J J Ebers Award
- 1989年 -  IEEE Lamme Medal
- 1991年 -  エジソンメダル（拡散型および酸化膜マスク型シリコンデバイス、トランジスタ解析、p-n-p-nスイッチ、オプトエレクトロニクスへの先駆的な貢献に対して」[5]）
- 1997年 - C&C賞

また、IEEEフェロー、アメリカ物理学会、全米技術アカデミー、米国科学アカデミーの各会員である。